# Каштилью, Антониу Фелисиану де
Анто́ниу Фелисиа́ну де Кашти́лью (порт. António Feliciano de Castilho; 28 января 1800, Лиссабон — 18 июня 1875, Лиссабон) —  португальский писатель, поэт, юрист, журналист, педагог, переводчик. Представитель двух тенденций в португальской литературе первой половины и третьей четверти XIX века: придерживаясь позиций классицизма, время от времени сочинял в духе романтизма. Рыцарь ордена Башни и Меча (CavTE). Офицер бразильского ордена Розы.

## Биография
А. Ж. Сарайва и О. Лопеш дали поэту лаконичную и ёмкую характеристику: «Ничто лучше не свидетельствует о недостатках первого литературного романтизма Португалии как творчество Антониу Фелисиану де Каштилью — это и воздействие Аркадии, которое он никак не смог в себе изжить, и поверхностность, и утопические представления.
Его литературная биография хорошо показывает эволюцию его манеры и модных идей, к которым он всегда умел приспособиться».
В 6 лет переболев корью, почти полностью ослеп. Хорошо запоминал прочитанное вслух, благодаря чему при помощи брата смог получить диплом в области канонического права, окончив в 1821 году юридический факультет Коимбрского университета. 
Частью своего литературного успеха обязан усилия родного брата. Первое стихотворение написал в 16 лет. В семье надеялись на появление нового Гомера или Мильтона. Сочинял стихи на смерть Марии I, в честь восшествия на престол Жуана VI, на обретение свободы в 1820 году, на изгнания узурпатора Мигела, на смерть Педру IV, и так далее.
Принадлежит к поколению Алмейды Гаррета и Алешандре Эркулану. Сформировался как поэт на эстетике классицизма и аркадийцев, сочетавшейся в его ранние годы с предромантической тенденцией Соломона Гесснера, а позднее с романтизмом Робера де Ламенне. Оставаясь верным традициям классицизма, присоединялся к тенденциям романтизма исключительно по мере обстоятельств. Тео́филу Брага выразил эту позицию словами «посмертный аркадиец» (árcade póstumo), то есть поэт продолжал оставался аркадийцем уже несуществующей Аркадии (1756—1774). Уловив новые литературные веяния, перенял и освоил метрику и стиль «Камоэнса» (1825) и «Доны Бранки» (1826) Алмейды Гаррета, фантасмагорию и жестокость рыцарских романов, что отразилось в Ciúmes do Bardo и Noite do Castelo. Обе поэмы были сочинены в духе средневековой романтики, опубликованы в 1836 году и свидетельствовали о временном переходе к эстетике романтизма. Перевёл многие сочинения Вальтера Скотта и в 1836 году Paroles d’un croyant Ламенне.
В 1841 году основал Revista Universal Lisbonense, одно из наиболее влиятельных периодических изданий португальского романтизма, но в 1846 году оставил пост его редактора. Многочисленные публикации выходили в иных периодических изданиях. В 1846 году выступал на стороне консерваторов и сторонников конституционной монархии (картистов Partido Cartista). С 1847 по 1850 занимался развитием земледелия и борьбой с безграмотностью в Понта-Делгаде, куда отправился в частности по политическим мотивам. Издал «Азбуку» и изобрёл собственный метод обучения грамотности. В 1853 году, спустя 3 года после возвращения в Лиссабон, был назначен комиссаром начального образования.

## Коимбрский вопрос

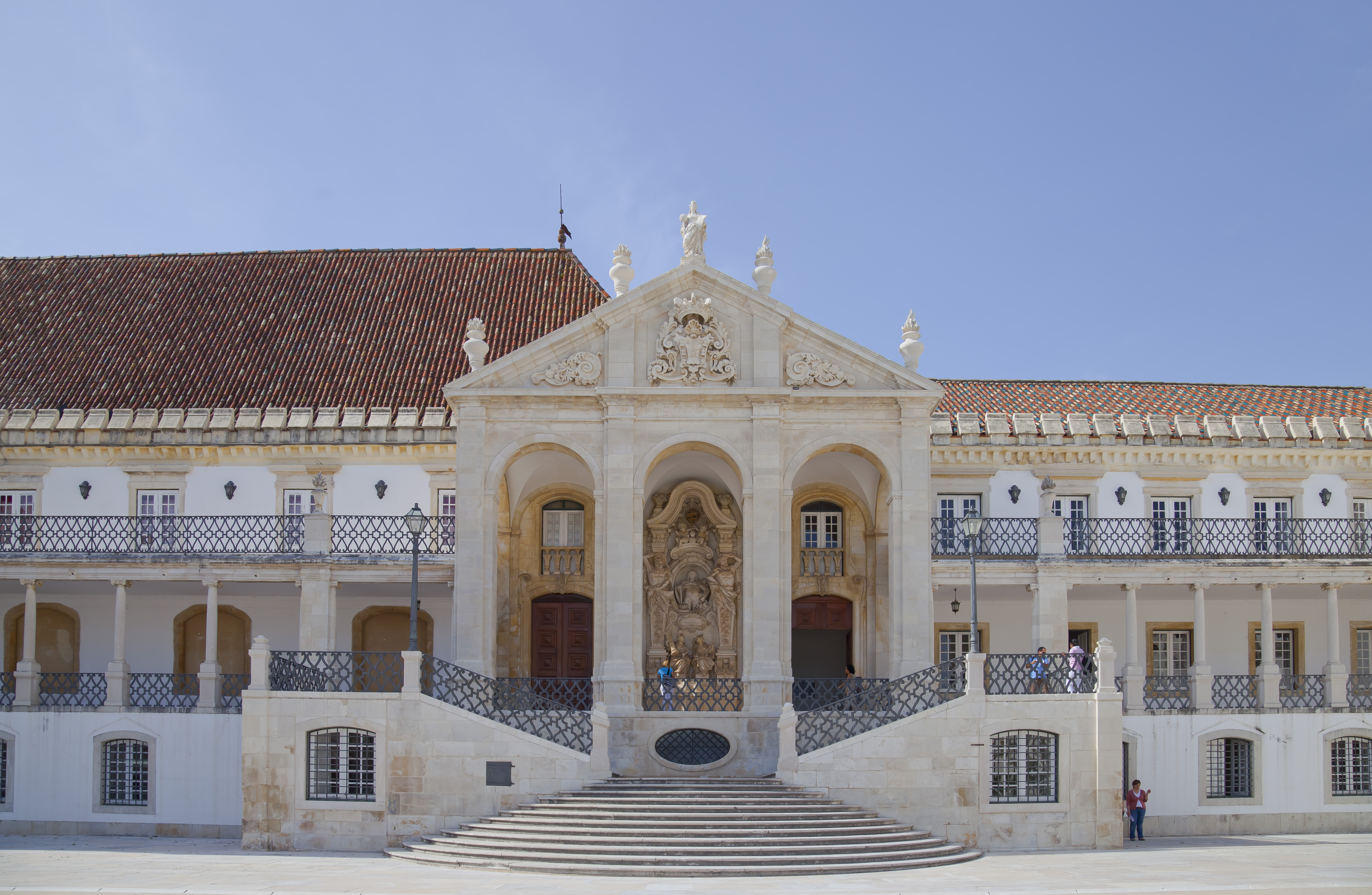
Коимбрского университета, давший название полемике «Коимбрский вопрос» (Questão coimbrã)

Каштилью собрал вокруг себя группу молодых почитающих его авторов романтической направленности (Эрнешту Бейштер (Ernesto Biester), Тома́ш Рибейру и Пиньейру Шагаш (Pinheiro Chagas)), стал оказывать им поддержку, превратившись в своего рода официального крёстного отца (um padrinho oficial). Антеру де Кентал в своих памфлетах язвительно именовал данную группу «школой взаимных восхвалений» (escola do elogio mútuo). Романтики защищали академизм, прибегая к изжившему себя тщетному формализму, и пытались нейтрализовать растущее влияние сторонников зарождающегося реализма так называемой коимбрской школы (escola coimdrã: Антеру де Кентал, Тео́филу Брага, Виейра де Каштру (Vieira de Castro)) в оборонительных перепалках с 1862 года и особенно в 1864—1865 годах.
В 1865 году, уже после смерти Гаррета и отхода Эркулану от литературной деятельности, остался единственным представителем поколения первых романтиков, и его нашумевшая публикация «Письма к издателю» (Carta ao Editor) к сочинению Poema da Mocidade Пиньейру Шагаша стала причиной зарождения литературных дискуссий так называемого «Коимбрского вопроса» (порт. Questão Coimbrã), кратко описанного З. И. Плавскиным под термином «коимбрский спор». В ответ на это письмо Антеру де Кентал опубликовал открытое письмо (Carta) Каштилью — памфлет «Здравый смысл и хороший вкус» (Bom Senso e Bom Gosto, более точное название «Здравый смысл и хороший стиль», 1865), ставший манифестом реализма. В том же году Антеру де Кентал в памфлете A Dignidade das Letras e as Literaturas Oficiais развил свои идеи, изложенные в открытом письме. Дискуссия началась в ноябре 1865 года и длилась до июля следующего года. В полемику были вовлечены все слои португальского образованного общества. Вопрос затрагивался даже в стенах парламента. Обсуждение упадка романтизма перекинулось на дискуссию о культурном отставании Португалии. Коимбрский вопрос стал важнейшей литературной полемикой XIX века, был перенесён в область политики и социального устройства страны. Каштилью был консерватором, Кентал придерживался идей Прудона и Мишле, разделив мнение последнего о России как холере. 
В 1866 году Т. Брага выступил в поддержку позиции А. де Кентала в фельетоне Teocracias Literárias. Ожесточённое противостояние между романтиками и реалистами стало причиной дуэли. Каштилью публично никак не реагировал, но добился вмешательства своих друзей. Когда Рамалью Ортиган (Ramalho Ortigão) выпустил фельетон A Literatura de Hoje (1866) в ответ на брутальные выпады Антеру де Кентала и Теофилу Браги относительно возраста и физического недостатка Антониу де Каштилью, его слепоты, то публикация привела к дуэли её автора с Кенталом.
По просьбе Антониу де Каштилью в дискуссию вмешался Камилу Каштелу Бранку с фельетоном Vaidades Irritadas e Irritantes (1866), но высказал в нём двойственную позицию. В действительности, на протяжении долгих месяцев полемики к доводам двух памфлетов Антеру добавилось мало аргументов.
В настоящее время творчество Антониу Фелисиану де Каштилью может представлять особенный интерес как свидетельство литературных вкусов и стилей ушедшей эпохи.

## Переводы
Переводил на португальский язык сочинения Анакреонта (1867), Овидия, Вергилия (1867), Мольера, «Сон в летнюю ночь» Шекспира. Перевод первой части «Фауста» Гёте с французского языка вызвал в 1872 году новую, уже последнюю в его жизни, литературную полемику, получившую название «Вопрос Фауста» (Questão faustiana).

## Звания и награды
- Рыцарь ордена Башни и Меча (CavTE)[5]
- Офицер бразильского ордена Розы[5]
- Член Лиссабонской академии наук[5]
- Член Королевской академии истории[5]

## Комментарии
1. ↑  «на эстетике классицизма» — в португальском литературоведении классической считается античная литература Древней Греции и Древнего Рима. Относительно литературы эпохи Просвещения используется термин «неоклассическая», то есть относящаяся к деятельности литературного общества «Лузитанская Аркадия».